# Conradine Dunker

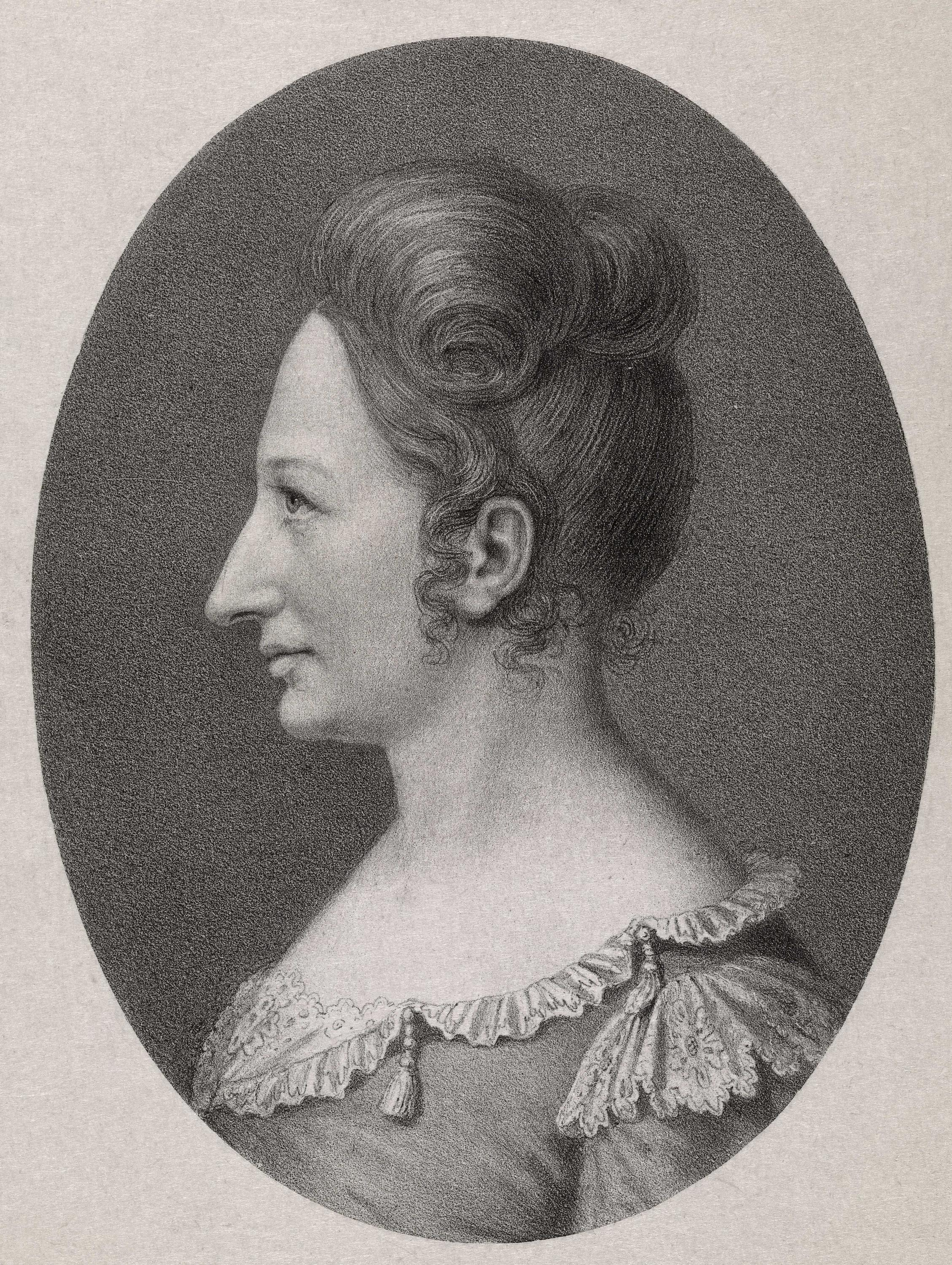
Conradine Dunker (1780–1866)

Conradine Birgitte Dunker, geborene Hansteen, verwitwete Aamodt, (* 25. August 1780 in Kristiania (Oslo); † 11. September 1866 in Malmøya bei Kristiania) war eine norwegische Schriftstellerin, Pädagogin und Schauspielerin. Sie war eine der frühesten Memoiren- und Briefschreiberinnen in Norwegen. In jungen Jahren war sie ein prominentes Mitglied der gutbürgerlichen Gesellschaft in Kristiania und von 1799 bis 1830 eine treibende Kraft im Amateurtheaterverein Det Dramatiske Selskab. „Frau Dunker war auch eine hochgeschätzte und angesehene Lehrerin. Sie war literarisch und sprachlich sehr bewandert, vor allem im Französischen, das sie besonders schätzte.“ Bjørnstjerne Bjørnson benutzte sie als Modell für die tolerante, vitale Urgroßmutter in dem Stück Leonarda (1879).
„Ihr Andenken ist jedoch vor allem mit ihren Memoiren aus Gamle dage (Kopenhagen 1871) verbunden, in denen sie hervorragend geschriebene kulturhistorisch interessante Innenansichten aus dem Leben in Kristiania und Kopenhagen im ersten Jahrhundert des 19. Jahrhunderts liefert.“ Das Werk wurde mehrfach neu aufgelegt, zuletzt 1985.

## Leben

### Jugend und erste Ehe in Kristiania
Conradine Hansteen war das älteste Kind und die einzige Tochter des Zollinspektors (konsumptionsinspektør) Johannes Mathias Hansteen (1744–1792) und der Anne Cathrine Treschow (1754–1829). Sie hatte drei jüngere Brüder: Christopher Hansteen (1784–1873), später ein berühmter Physiker und Astronom, Peter Nicolai Hansteen (1786–1823), später Jurist am Obersten Gerichtshof und Johannes Mathias Hansteen (1790–1877), später Pfarrer in Løten.
Conradine war sehr intelligent und lesefreudig und hatte einen Privatlehrer für Französisch. Ihr Vater starb, als sie elf war. Am 8. März 1796, als noch nicht 16-Jährige, heiratete sie einen Freund der Familie, den mehr als doppelt so alten Artilleriehauptmann Ulrik Anton Nicolai Blix Aamodt (getauft 2. Januar 1759; † 5. Mai 1806), Sohn des Zollinspektors Thomas Nicolai Aamodt (1718–1794) und der Anne Karine Rohde (1732–1793).

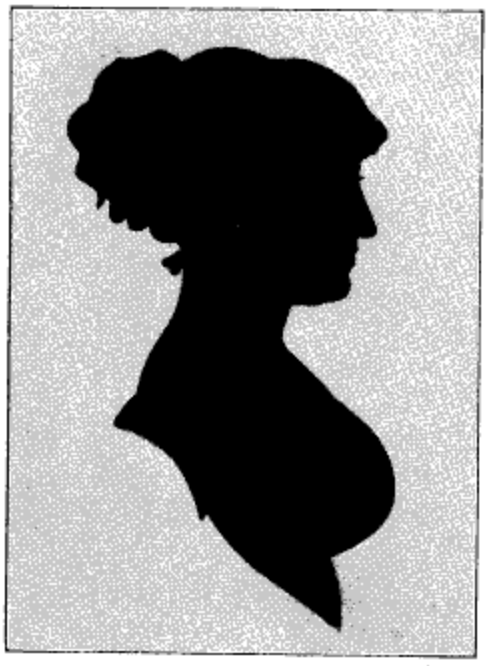
Conradine Dunker, Scherenschnitt von Bernhard Dunker

Der Ehemann war einer der Direktoren der Dramatischen Gesellschaft (Det Dramatiske Selskab), einem 1780 gegründeten Verein, der in Kristiania ein Amateurtheater betrieb. Es befand sich zunächst im Gevæxthuset am Grændsehaven in der Akersgata und zog 1802 in die Dramatiken (nahe des heutigen Centralteatret) um. „Mann und Frau spielten eifrig mit, und Conradine war ein echtes Talent. Sie war dort etwa 30 Jahre lang eine feste Größe und kümmerte sich auch um Regie, Verwaltung und manchmal um Übersetzungen; ihre Stärke waren Magdelone-Rollen in Holbergs Komödien.“ 1860 diktierte sie einen Bericht über die Gesellschaft, mit detaillierten Angaben über die Stücke und Rollen, der von H. J. Huitfeldt in seiner Christiania Theaterhistorie (1867) verwendet und 1915 in der Zeitschrift St. Hallvard veröffentlicht wurde.

### Zweite Ehe in Deutschland und Kristiania
Nach zehnjähriger Ehe starb Hauptmann Aamodt 1806 und die junge Witwe blieb mit ihrer Tochter Elisabeth (Lisette) (1798–1856) zurück. Im Folgejahr, am 30. April 1807, heiratete Conradine Aamodt erneut, den Kurfürstlich Hessischen Bergbauprofessor Johan Friedrich Wilhelm Dunker (* 16. März 1775 in Kassel; † 12. März 1844), Sohn des Hauptmanns, späteren Steuereinnehmers Carl Nicolai d'Uncher (1730–1807) und der Johanna von Dalwig (1740–1807).
Das Ehepaar Dunker lebte 1807–1810 in Deutschland und „Deutsch wurde die Familiensprache.“ Die Tochter Jacobine (getauft auf Henriette Elisabeth Jacobine Wilhelmine, 1808–1857) wurde beim Besuch der hessischen Großeltern in Rodenberg (Schaumburg) geboren, der Sohn Bernhard (Carl Christian Henrik Bernhard, 1809–1870) in Schleswig. Beide Kinder hatten auch noch als Erwachsene eine enge Beziehung zu ihrer Mutter. Jacobine Dunker war ihre pädagogische Mitarbeiterin und „fleißige Sekretärin.“ Bernhard Dunker, der in mehreren Zeichnungen das Porträt Conradine Dunkers der Nachwelt überliefert hat, wurde später ein einflussreicher Jurist, Politiker und Kunstmäzen. 
1810 kehrte die Familie nach Kristiania zurück und Wilhelm Dunker begann eine Lehrtätigkeit an der Königlichen Kunst- und Zeichenschule (Den kongelige Tegne- og Kunstskole i Christiania), die aber nur schlecht besoldet war. Verschiedene Bergbauprojekte scheiterten und er verschuldete sich stark. Um die Familie zu unterstützen, vermietete Conradine Dunker Zimmer in ihrem Haus, und ab 1814 richtete sie dort eine private Mädchenschule ein. Töchter aus der ‚guten Gesellschaft‘ wurden von Conradine und Jacobine Dunker vor allem in Literatur und Fremdsprachen unterrichtet. „Die Schule bestand wahrscheinlich bis 1831 und erwarb sich einen guten Ruf.“

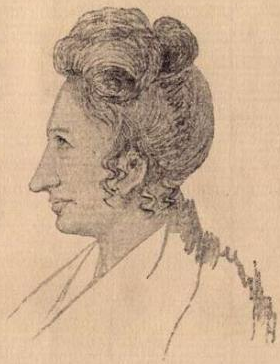
Conradine Dunker, Zeichnung von Bernhard Dunker

Die Betätigung in und Förderung der Dramatischen Gesellschaft hatte Conradine Dunker – ungeachtet aller finanziellen Schwierigkeiten – nach ihrer Rückkehr wieder aufgenommen. Sie war „eine aktive und glückliche Teilnehmerin an den Theateraufführungen der Gesellschaft“ und machte sich weiterhin „in komischen Rollen einen Namen.“ Sie „war eine der führenden Kräfte im Gesellschaftsleben Kristianias von 1799–1830.“
In Kristiania gebar sie noch zwei Kinder, die Tochter Vilhelmine (getauft als Catherine Johanne Fredrikke Vilhelmine, 1816–1915) und den späten Sohn Nicolai Gustav Conradin (1826–1892). Die Tochter wurde als Vilhelmine Ullmann eine bekannte Pädagogin und Frauenrechtlerin und veröffentlichte 1903 Fra tyveaarene og lidt mere (Ab den Zwanzigern und darüber hinaus) als Erinnerungsbuch an ihre Jugend.

### Trondheim
Im Jahr 1831 zog die Familie Dunker nach Trondheim, wo Wilhelm in Leira am Wasserfall Nedre Leirfloss im Fluss Nidelva eine Chromfabrik gründete und leitete.
„Zwischen Conradine Dunker und ihren Familienmitgliedern und ihrem sozialen Umfeld im Süden floss ein Strom von unterhaltsamen, witzigen, klugen und eleganten Privatbriefen. Die Sammlung der Briefe, die zunächst in Form von Abschriften im Familien- und Freundeskreis zirkulierte, begeisterte führende Schriftsteller und Wissenschaftler. Einige der Briefe sind gedruckt worden und zeugen von einer verfeinerten, traditionellen Briefkultur.“
Nach dem Tode ihres Mannes 1844 wohnte Conradine bei ihrer Tochter Jacobine, die unverheiratet geblieben war und 1849–1857 eine Privatschule für junge Mädchen leitete. Conradine unterrichtete Französisch und Norwegisch – und es gab auch in Trondheim ein Theater, an dem sie manchmal auftreten konnte. Ereignisse wiederholen sich zuweilen.
„Hier gewann Frau Dunker ungewollt einen Platz unter den norwegischen Schriftstellern, indem sie in Briefen an ihren Bruder, Professor Chr. Hansteen, ihre Memoiren niederschrieb. Sie wurden weithin gelesen, da sie als Manuskript von Hand zu Hand gingen; einige Jahre nach ihrem Tod wurden sie unter dem Titel Gamle Dage (Alte Tage) veröffentlicht.“ Die Memoiren entstanden in den Jahren 1852–1855, und im letzten Jahr musste Conradine Dunker den Text diktieren. Trotz nachlassendem Hör- und Sehvermögen schuf sie ein eindrucksvolles Buch. Ihre Erinnerungen „sind ein hervorragender Beitrag zur Erhellung des Lebens des Großbürgertums in Kristiania und Kopenhagen zu ihrer Zeit.“ „The letters, which were anecdotal and short-story-like, primarily depict life in Christiania in the 1790s.“ „Der Stil ist frisch und prägnant, die Wahrnehmung fundiert und oft scharf.“

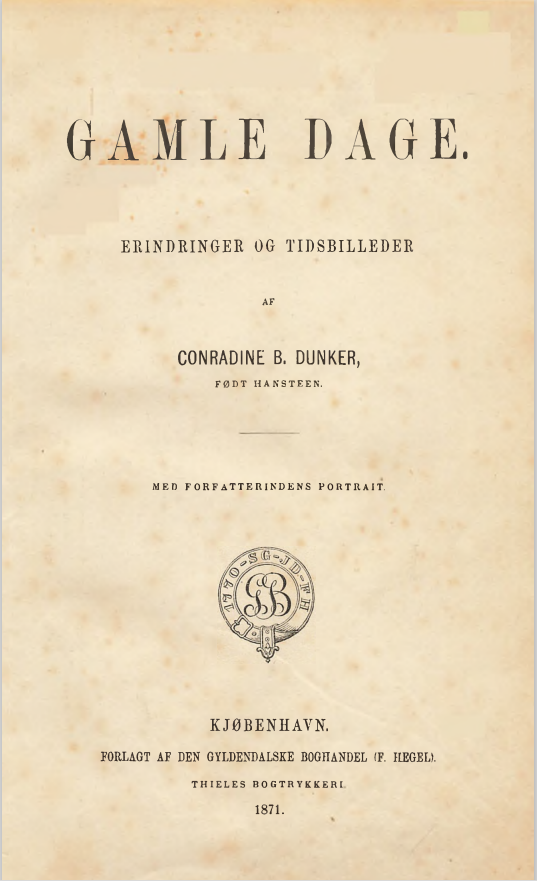
Gamle Dage, Kopenhagen 1871

Tochter Jacobine schrieb alles nieder und fertigte mehrere Kopien an. In der Neujahresgabe 1860 des Illustreret Nyhedsblad wurde anonym ein Teil davon veröffentlicht; davon wieder ein Teil ein Jahr später übersetzt in der deutschen Zeitschrift Über Land und Meer. Eine vollständige Ausgabe erschien posthum 1871 in Kopenhagen als Gamle Dage. Erindringer og Tidsbilleder und erneut und um ein Personenregister erweitert 1909 in Kristiania (herausgegeben von ihrem Enkel Viggo Ullmann).

### Letzte Jahre in Kristiania
Im März 1857 starb Jacobine und im Sommer zog Conradine Dunker nach Kristiania, wo sie bis zu ihrem Tod bleiben sollte. Sie war fast erblindet und wohnte bei ihrem Sohn Bernhard und seiner Familie in der Carl Johans Gade. Sie starb am 11. September 1866 auf dem vornehmen Landsitz Bernhards auf der Insel Malmøya und wurde am 14. September begraben.

## Würdigung
Astrid Lorenz, Expertin für Conradine Dunker und Vilhelmine Ullmann, schreibt über Gamle Dage: „Das Buch entstand in engem Kontakt mit Lesern mehrerer Generationen, die ihre Zustimmung, Fragen und Wünsche äußerten und so den Schreibprozess beeinflussten. Die Memoiren beschreiben die Mentalität der damaligen Zeit, d. h. Denkmuster, Gefühle und Einstellungen, durch verschiedene soziale Schichten hindurch. Die Autorin offenbart ein abenteuerliches Gedächtnis und eine unwiderstehliche Lust am Erzählen. Das Buch bricht mit der chronologischen Abfolge des Memoiren-Genres; es wird in Anekdoten und zum Teil in vollständigen, kurzgeschichtenartigen Kurztexten erzählt. Einzelporträts und Kulturgeschichte mischen sich mit Reiseberichten und persönlichen Erinnerungen des Autors.
Einfühlungsvermögen und Aufrichtigkeit, ein Gespür für dramatische, skurrile Schicksale - also starke romantische Elemente - sind neben ihren vielen humorvollen Beobachtungen herausragende erzählerische Merkmale. […] Der Erzählton ist frisch, pointiert und musikalisch; der Inhalt ist geprägt von alltäglicher Intimität und einer höchst unterhaltsamen Figurenbesetzung. Die Sprache ist mündlich und klar, präzise und leicht verständlich, und die Darstellung ist frei von moralisierenden Reflexionen. Ihre Theatererfahrungen dürften einen großen Einfluss auf ihre Fähigkeit gehabt haben, ihre Geschichte konzentriert und mit einem Gespür für gute Texte zu erzählen. Ihre französischen Vorbilder haben ihr geholfen, große literarische Qualitäten zu entwickeln.“

## Familie
Conradine Dunkers Vater begründete vier norwegische Linien des Geschlechts der Hansteen, und die Nachfahren von Conradine und ihrem Bruder Christopher Hansteen sind eine sehr verzweigte Familie, deren Mitglieder (und ihre Ehepartner) oftmals durch literarische, philologische, künstlerische, politische oder pädagogische Aktivitäten prominent geworden sind. Auffallend viele Frauen waren literarisch und für die Frauenrechte tätig: Conradines Tochter Vilhelmine Ullmann, ihre Enkelinnen Mathilde Schjøtt und Ragna Nielsen, sowie ihre Nichte Aasta Hansteen. Politisch tätig waren Conradines Sohn Bernhard Dunker und Enkel Viggo Ullmann.
Weitere Prominente haben in die Familie eingeheiratet, wie der Philologe Peter Olrog Schjøtt, die Journalistin Ella Anker, der Kritiker Nils Kjær, die Kunsthistoriker Jens Thiis, Sigurd Grieg und Nic. Stang. 

### Jacobine Dunker

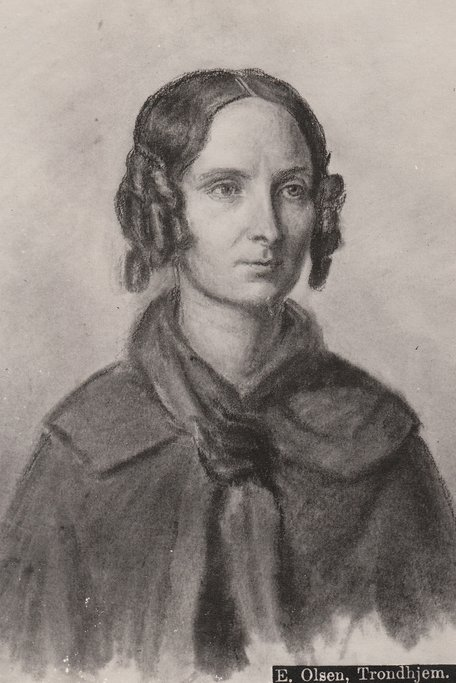
Jacobine Dunker (1808–1857)

Henriette Elisabeth Jacobine Wilhelmine Dunker, genannt Jacobine Dunker (* 5. Februar 1808 in Rodenberg (Schaumburg); † 2. Februar 1857 in Trondheim) war nicht nur eine fleißige Sekretärin ihrer Mutter Conradine, sondern in Trondheim „eine angesehene Lehrerin und ebenfalls eine ungemein begabte Frau, von deren ästhetischen und grammatikalischen Werken jedoch nichts gedruckt wurde.“
Für Geirr Wiggen „besteht kein Zweifel daran, dass Jacobine Dunker (1808–1857) im Frühjahr 1849 ein Grammatikmanuskript für Unterrichtszwecke fertiggestellt hatte und dass sie in den folgenden zwei oder drei Jahren einige Überarbeitungen an den Details vornahm. Soweit wir heute über die Geschichte der norwegischen und nordischen Grammatik wissen, ist sie damit die erste (Schul-)Grammatikerin Norwegens und wahrscheinlich die erste oder zweite im gesamten nordischen Raum.“ Die Grammatik ist verschollen und wurde möglicherweise von Jacobine Dunkers Familie nach ihrem Tod absichtlich verbrannt.

## Werke
(Quellen: )
- Gamle Dage. Erindringer og Tidsbilleder. (Herausgegeben von Vilhelmine Ullmann und H. J. Huitfeldt.) Gyldendal, Kopenhagen 1871 (Digitale Version).
  - (Neuauflage:) Viggo Ullmann, Haagen Krog Steffens (Hrsg.), Gyldendal, Kristiania 1909 (Digitale Version).
  - (Faksimileausgabe:) ARS, Oslo 1985 (Information).
- Af en Dames Erindringer. In: Illustreret Nyhedsblads Nytaarsgabe 1860., Seite 5–22. (Fragment aus Gamle Dage).
  - (Teilübersetzung Deutsch:) Jérôme Napoleon und sein Hof. In: Über Land und Meer, 1861.
- Det dramatiske selskab i Christiania. in: St. Hallvard. Tidsskrift for Oslos og Kristianias Historie., Aschehoug Kristiania 1915 (Digitale Version), Seiten 144–163 (Digital) und 210–236 (Digital).
- Nogle breve fra fru Conradine Dunker, f. Hansteen (1850–1855)., Trondheim 1903 (Information)

## Literatur

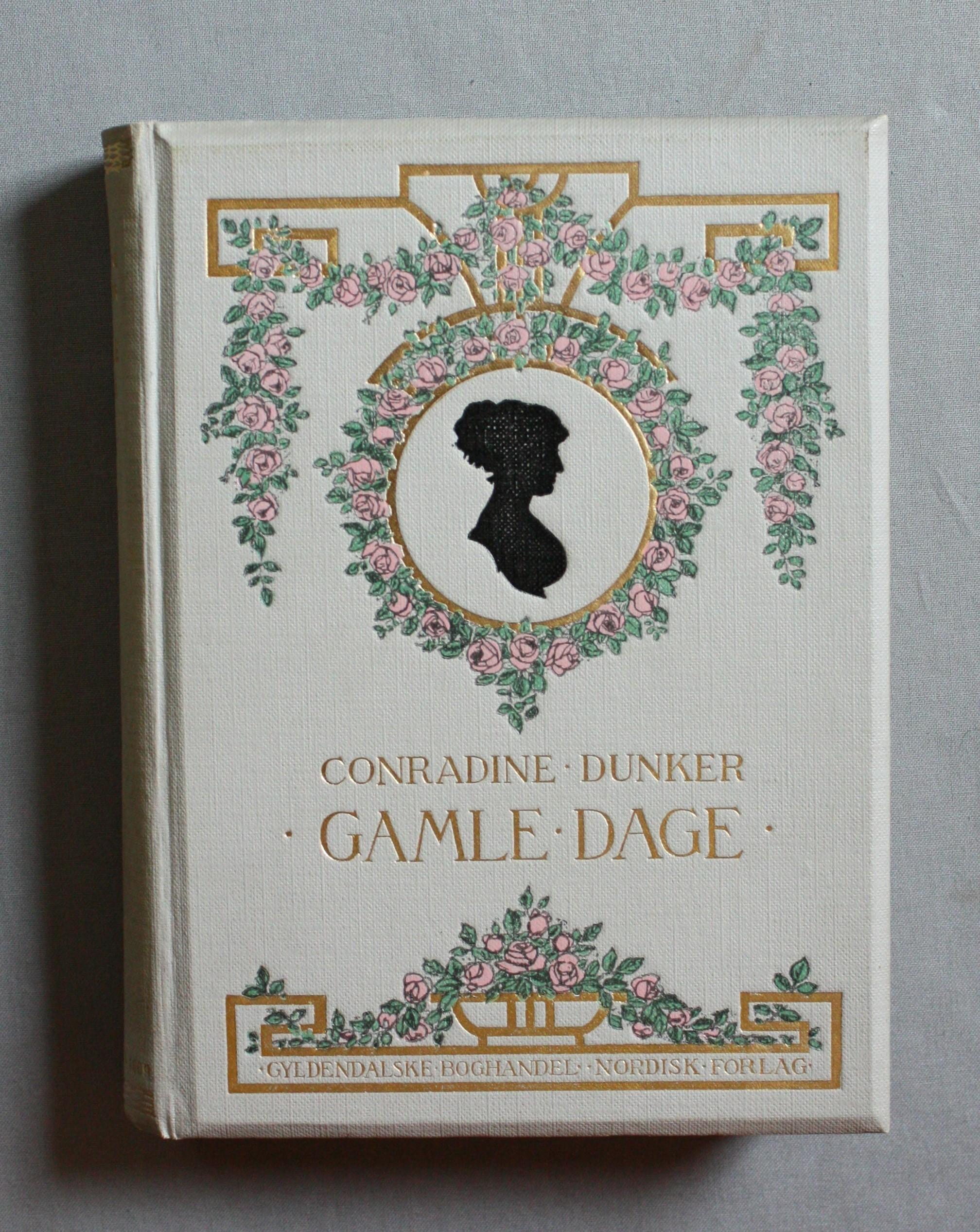
Gamle Dage, Kristiania 1909